# Cauville
Cauville är en kommun i departementet Calvados i regionen Normandie i norra Frankrike. Kommunen ligger i kantonen Thury-Harcourt som ligger i arrondissementet Caen. År 2022 hade Cauville 170 invånare.

## Befolkningsutveckling
Antalet invånare i kommunen Cauville
Referens: INSEE